# 知识就是力量 (杂志)
《知识就是力量》创刊于1956年，是中国大陆科普类月刊，编辑部位于北京市。此刊物由中国科学技术出版社有限公司主办。
《知识就是力量》在2018年被中华人民共和国国家新闻出版广电总局新闻报刊司评为2017年全国“百强报刊”。